# Etelä-Suomen Sanomat
Etelä-Suomen Sanomat är en dagstidning (7-dagars) som sedan 1914 utkommer i Lahtis.
Tidningen bildades genom sammanslagning av Lahtislokalbladet Lahden Sanomat (grundad 1909) och Uusmaalainen, som från 1905 utgavs i Helsingfors. Den sedan slutet av 1940-talet oavhängiga tidningen (upplaga 60,875 år 2008) hade under sina första decennier en borgerligt liberal linje (ungfinsk, senare organ för framstegspartiet) och tog ställning för lagligheten under de oroliga åren i början av 1930-talet. Efter vinterkriget, då många före detta viborgare slog sig ned i Lahtis, fick Etelä-Suomen Sanomat ett starkt uppsving. Den mångårige chefredaktören Frans Keränen (1932–1962) tillhörde fredsoppositionen under fortsättningskriget. Efter andra världskriget blev tidningens linje konservativare, den förhöll sig ytterst misstroget både till kommunismen och den nya utrikespolitiken.